# North Twin Island
North Twin Island är en ö i Kanada.   Den ligger i territoriet Nunavut, i den östra delen av landet, 900 km norr om huvudstaden Ottawa. Arean är 151 kvadratkilometer.
Terrängen på North Twin Island är platt. Öns högsta punkt är 53 meter över havet. Den sträcker sig 18,7 kilometer i nord-sydlig riktning, och 12,9 kilometer i öst-västlig riktning.
Omgivningarna runt North Twin Island är i huvudsak ett öppet busklandskap.